# Джон Паркер (ватерполіст)
Джон Паркер (англ. John Parker, 13 вересня 1946) — американський ватерполіст.
Бронзовий призер Олімпійських Ігор 1972 року, учасник 1968 року.